# Tenterden
Tenterden este un oraș în comitatul Kent, regiunea South East, Anglia. Orașul se află în districtul Ashford. 